# لونگ جیا
لونگ جیا (به چینی: 龍嘉،  متولد ۲۹ اوت ۱۹۹۸) کشتی‌گیر آزادکار اهل چین است.
از افتخارات وی می‌توان به کسب مدال طلا قهرمانی کشتی جهان ۲۰۲۴ و مدال نقره مسابقات قهرمانی کشتی جهان ۲۰۲۲ اشاره کرد. وی سابقه حضور در المپیک ۲۰۲۰ توکیو را دارد.